# Crocodile Music
Crocodile Music, presente nei database online con il titolo Il coccodrillo come fa e tutte le altre, è una raccolta della cantante Cristina D'Avena insieme ad altri artisti, pubblicata nel 2006 (con successiva ristampa nel 2008).

## Tracce
CD1
1. Il coccodrillo come fa? (O. Avogadro/P. Massara)
2. Le tagliatelle di nonna Pina (G. M. Gualandi)
3. Quarantaquattro gatti (G. Casarini)
4. Il torero camomillo (F. Maresca/M. Pagano)
5. I bambini fanno ohh (G. Povia)
6. Il mio bambino a chi lo do?
7. Canzone dei Puffi (V. Szell, A. Valeri Manera/D. Lacksman)
8. Furia (L. Albertelli/G. & M. De Angelis)
9. Il ballo del qua qua (W. Thomas, R. Power, L. Raggi, T. Rendall/W. Thomas)
10. I tre porcellini
11. I sogni son desideri
12. Ci vuole un fiore (G. Rodari/S. Endrigo, L. Bacalov)
13. Sarà (S. Botti)
14. Carletto (R. Bertola, S. Jurgens/C. Mantoni, R. Mantoni)
15. Forza Campioni (A. Valeri Manera/C. Carucci)

CD2
1. Volevo un gatto nero (F. Maresca/A. Soricillo, F. Pagano, M. Pagano)
2. Pokemon (A. Valeri Manera/M. Longhi, G. Vanni)
3. La squadra del cuore (A. Valeri Manera/M. Longhi, G. Vanni)
4. La mamma ha fatto le frittelle (Vitros)
5. Petali di stelle per Sailor Moon (A. Valeri Manera/P. Cassano)
6. Kiss me Licia (A. Valeri Manera/G. B. Martelli)
7. Una spada per Lady Oscar (A. Valeri Manera/C. Carucci)
8. Il ritorno dei cavalieri dello zodiaco (M. Dorati)
9. Robin Hood (A. Valeri Manera/C. Carucci)
10. Puffa di qua puffa di la (A. Valeri Manera/G. B. Martelli)
11. Tartarughe ninja alla riscossa (A. Valeri Manera/V. Draghi)
12. Always Pokemon (A. Valeri Manera/M. Longhi, G. Vanni)
13. Sempre attento devi stare (S. Botti)
14. Siamo fatti così (A. Valeri Manera/M. Pani)
15. Un poco di zucchero

## Posizione in classifica
Curiosamente, il suddetto doppio album, è finito nella sezione compilation della classifica ufficiale della FIMI, nel mese di settembre 2011.
| Posizione | 15 | 17 |